# Az Év Internetes Kereskedője díj
Az Év Internetes Kereskedője díjat a Szövetség az Elektronikus Kereskedelemért Közhasznú Egyesület (SzEK.org) szervezi meg az eNET Internetkutató Kft., az Informatikai, Távközlési és Elektronikai Vállalkozások Szövetsége (IVSZ) és az Isobar társszervezésében.
A szervezők minden évben a legnépszerűbb webáruházat keresik és díjazzák. A versenyben minden olyan vállalkozás részt vehet, amely online magyarországi kiskereskedelmi tevékenységet folytat és árbevétele nem haladja meg az 1,5 milliárd forintot. Az 1,5 milliárd forintot meghaladó árbevétellel működő már bizonyított internetes kereskedők felelős kereskedőként a díj támogatói között foglalnak helyet.
Első körben maguk a vásárlók jelölhetik kedvenc boltjaikat az evker.hu oldalon – a jelölésekért cserébe természetesen értékes nyeremények járnak. A 20 legtöbb szavazatot begyűjtő, a versenyfeltételeknek megfelelő webáruházat tesztelők teszik próbára, az általuk kiválasztott top 10 pedig pályázás útján próbálhatja meggyőzni a szakmai zsűrit, hogy neki jár az Év Internetes Kereskedője díj. 
A nyertes egy évig használhatja az Év Internetes Kereskedője címet és logót, és a hozzá tartozó jelentős médiafigyelmet, megkapja a díj támogatóinak felajánlásait.

## Az év internetes kereskedője
- 2016 - Nagyvállalat: jateknet.hu, II. helyezett: bonuszbrigad.hu III. helyezett: mediamarkt.hu  KKV: lumenet.hu, II. helyezett: hadawebshop.hu, III. helyezett: okosjatek.hu
- 2014 - eOptika -> II. helyezett: MaEsteSzínház -> III. helyezett: Ruhafalva
- 2013 - JátékNet -> II. helyezett: MaEsteSzínház -> III. helyezett: Ruhafalva
- 2010 - Bookline -> II. helyezett: eDigital -> III. helyezett: Játéknet
- 2009 - Bookline
- 2008 – NetPincér
- 2007 – Vatera
- 2006 – Vatera
- 2005 – Bookline

## Az év legígéretesebb internetes kereskedője
- 2009 - www.bigyoshop.hu
- 2008 – www.orangeways.hu
- 2007 – www.netpincer.hu
- 2006 – www.ppo.hu
- 2005 – www.bortarsasag.hu